# Bernardo de Rojas Luna y Saldaña
Bernardo de Rojas Luna y Saldaña (Potosí, entonces Alto Perú, actualmente Bolivia, 1693-1750) fue uno de los más importantes arquitectos del siglo XVIII en las Indias españolas.
Heredero del estilo de barroco colonial e influido por el estilo de Pomata, construyó varias importantes iglesias en el territorio de la Audiencia de Charcas, entre los que destacan la iglesia de San Bernardo, de una única nave y finalizada en 1731 como «parroquia para los españoles» y la de Belén, de sencilla pero bella portada, iniciada en 1725 y terminada en 1757 en estilo mestizo y neoclásico, dedicada como «parroquia para indios», ambas en su ciudad natal.